# Hardys olikhet
Hardys olikhet är en matematisk olikhet uppkallad efter Godfrey Harold Hardy som säger att om {\displaystyle a_{1},a_{2},a_{3},...} är en talföljd av icke-negativa tal med något element skilt från noll gäller det att:
{\displaystyle \sum _{n=0}^{\infty }\left({\frac {a_{1}+...+a_{n}}{n}}\right)^{p}<\left({\frac {p}{p-1}}\right)^{p}\sum _{n=0}^{\infty }a_{n}^{p}}
för varje positivt reellt tal {\displaystyle p>1}.
En integralversion av Hardys olikhet säger att om f är en integrerbar funktion med icke-negativa värden gäller:
{\displaystyle \int _{0}^{\infty }\left({\frac {1}{x}}\int _{0}^{x}f(t)dt\right)^{p}dx\leq \left({\frac {p}{p-1}}\right)^{p}\int _{0}^{\infty }f(x)^{p}dx}
med likhet om och endast om {\displaystyle f(x)=0} nästan överallt.